# Ramona Young
Ramona Abish Young (23 de mayo de 1998) es una actriz estadounidense, conocida por sus papeles recurrentes en Man Seeking Woman, The Real O'Neals y Santa Clarita Diet, así como sus papeles protagonistas en Z Nation y Legends of Tomorrow.

## Primeros años
Young pasó su infancia, hasta los ocho años, entre los Estados Unidos y Hong Kong, lugar del que procedían sus padres. Durante su infancia, tuvo que asistir a más de 40 escuelas diferentes, lo que la hizo tener que adaptarse constantemente. No procede de una familia de actores, y de hecho, sus padres no querían que fuera actriz.
Consiguió graduarse antes de tiempo de la Universidad Estatal de California y estudió interpretación en Playhouse West. Intentó asistir a un posgrado, pero, tras su primera clase, lo abandonó sintiendo que eso no era para ella.

## Vida personal
Aparte de inglés, habla mandarín y cantonés fluidamente, aparte de entender diversos dialectos gracias a su abuela. Practica artes marciales desde los cuatro años, específicamente Wushu. Escribe y canta canciones, si bien de momento no ha mostrado intenciones de publicarlas.

## Carrera
Su primer papel fue en un corto de 2010 llamado Specter.
Otro de sus primeros papeles fue en una sitcom de ABC de 2014, Super Fun Night. En 2015, escribió, produjo y protagonizó un corto llamado Reflections. Luego, ya en 2015, dirige otro corto llamado Live Exit Here.
En 2016, empezaría a interpretar a Kaya, una inuit en Z Nation, aunque su audición había sido inicialmente para Sun Mei. Ese mismo año, tuvo otro papel recurrente como Allison, una adolescente lesbiana, en The Real O'Neals.
En 2017, participó en la tercera temporada de Man Seeking Woman y en Santa Clarita Diet. También participaría en el piloto de Thin Ice, que no llegaría a convertirse en serie.
En 2018, interpretó a Angelica en Blockers y se unió a la cuarta de temporada de Legends of Tomorrow, interpretando a Mona Wu (inicialmente llamada Alaska Wu).
En 2020, se une al casting de Yo nunca, una nueva serie de Netflix.

## Filmografía

### Películas
| Año  | Título                   | Papel                  | Notas                                       |
| ---- | ------------------------ | ---------------------- | ------------------------------------------- |
| 2010 | Specter                  | Eve/Fantasma           | Corto                                       |
| 2015 | Live Exit Here           | N/a                    | También directora, guionista, productora... |
|      | Twelve                   | Missy Tollegs          |                                             |
|      | Wanderers                | Catalina               | Corto                                       |
|      | Reflections              | Florence Ming          | Corto. Guionista y productora               |
| 2016 | Star-Crossed             | Dipper                 | Corto. También guionista.                   |
|      | Subversion               | Brit Jones             | Corto                                       |
|      | The Thinning             | Adele                  |                                             |
|      | Set Life                 | Paula                  | Corto                                       |
|      | Harry Decisions          | N/a                    | Cinematógrafa                               |
|      | Date Night               | Ava / Candace / Kaylee | Corto                                       |
| 2017 | Amuse'd                  | Ramona                 | Corto                                       |
| 2018 | Blockers                 | Angelica               |                                             |
|      | All About Nina           | Mika                   |                                             |
|      | Bottomland               | Marilyn                | Corto                                       |
| 2020 | Unpregnant               | Emily                  | [ 13 ]                                      |
| 2025 | You're Cordially Invited | Kelly                  |                                             |

### Series
| Año       | Título              | Papel                | Notas                                                    |
| --------- | ------------------- | -------------------- | -------------------------------------------------------- |
| 2012      | This Indie Thing    | Fan grosera de Kevin | Episodio: "A Little Respect"                             |
| 2014      | Super Fun Night     | Chica friki número 2 | Episodio: "Cookie Prom"                                  |
| 2016-2018 | Z Nation            | Kaya                 | Personaje principal (temporadas 3-5)                     |
| 2016-2017 | The Real O'Neals    | Allison Adler-Wong   | Personaje recurrente (temporada 2)                       |
| 2017-2019 | Santa Clarita Diet  | Ramona               | Personaje recurrente (temporadas 1-3)                    |
| 2017      | Man Seeking Woman   | Robin                | Personaje recurrente (temporada 3)                       |
|           | Thin Ice            | Isis                 | Piloto no desarrollado                                   |
|           | Review              | Bo                   | Episodio: "Co-Host, Ass-Slap, Helen Keller, Forgiveness" |
|           | Flip the Script     | The Grip             | Episodio: "Diva Director"                                |
| 2018-2020 | Legends of Tomorrow | Mona Wu              | Personaje principal (temporada 4) Invitada (temporada 5) |
| 2020-2023 | Yo nunca            | Eleanor Wong         | Personaje principal                                      |

### Vídeo musical
| Año  | Título                                  | Papel  | Notas          |
| ---- | --------------------------------------- | ------ | -------------- |
| 2016 | If Your BFFs Breakup Were a Music Video | Rachel | BuzzFeed Video |